# Mayridia clio
Mayridia clio är en stekelart som beskrevs av Trjapitzin 1967. Mayridia clio ingår i släktet Mayridia och familjen sköldlussteklar. Inga underarter finns listade i Catalogue of Life.